# 오샤나주

오샤나 주의 위치

오샤나주(영어: Oshana)는 나미비아 북부에 위치한 주로, 주도는 오샤카티이며 면적은 5,290km2, 인구는 161,977명(2001년 기준)이다. 북쪽으로는 오항궤나 주, 동쪽으로는 오시코토 주, 남쪽으로는 쿠네네 주, 서쪽으로는 오무사티 주와 접하며 9개 선거구로 나뉜다.